# Leawood (Kansas)
Leawood es una ciudad ubicada en el condado de Johnson en el estado estadounidense de Kansas. En el año 2010 tenía una población de 31867 habitantes y una densidad poblacional de 815,01 personas por km².

## Geografía
Leawood se encuentra ubicada en las coordenadas 38°55′15″N 94°37′20″O / 38.92083, -94.62222 (38.920802, -94.622118).

## Demografía
Según un estimado de la Oficina del Censo en 2007 los ingresos medios por hogar en la localidad eran de $117,896 y los ingresos medios por familia eran $136,871. Los hombres tenían unos ingresos medios de $90,546 frente a los $43,933 para las mujeres. La renta per cápita para la localidad era de $49,139. Alrededor del 1.3% de la población estaban por debajo del umbral de pobreza.